# Секреты и ложь (телесериал, 2015)
«Секре́ты и ложь» (англ. Secrets & Lies) — американский телесериал, который вышел на ABC в сезоне 2015—2016 годов. В центре сюжета находится примерный семьянин, который находит тело мёртвого ребёнка и быстро становится главным подозреваемым в убийстве. Это американская адаптация одноимённого австралийского сериала, главную роль в котором исполнил Мартин Хендерсон. Сериал стартовал 1 марта 2015 года, в качестве замены для завершившегося шоу «Воскрешение». 7 мая 2015 года сериал был продлён на второй сезон, который стартовал 25 сентября 2016.
11 мая 2017 ABC закрыл сериал после двух сезонов.

## Производство
ABC заказал съемки сериала из десяти эпизодов в октябре 2013 года, обойдя стадию производства пилота. Место исполнительного продюсера и шоураннера заняла Барби Клигман, работавшая ранее над сериалом Шонды Раймс «Частная практика», а лауреат «Эмми», Чарльз Макдугалл, занял место режиссёра первого эпизода. 4 февраля 2014 года было объявлено, что Райан Филлипп будет играть ведущую роль в сериале. Следом Натали Мартинес присоединилась к проекту в роли матери убитого ребёнка. 12 февраля Джульетт Льюис была приглашена на ведущую женскую роль детектива, расследующую убийство. 19 февраля было объявлено, что Кейди Стрикленд будет играть роль жены персонажа Филлиппа, чьи чувства к нему осложняются после убийства.
Так как сериал имеет формат антологии, во втором сезоне вернулся лишь персонаж Джульетт Льюис. 17 июня 2015 года было объявлено, что сезон будет посвящён расследованию убийства жены наследника частной инвестиционной компании, роль которого сыграет Майкл Или.

## Актёры и персонажи

### Основной состав
- Сезон 1
- Райан Филлипп — Бен Кроуфорд
- Джульетт Льюис — детектив Андреа Корнелл
- Кейди Стрикленд — Кристи Кроуфорд
- Натали Мартинес — Джесс Муллен
- Дэн Фоглер — Дэйв Карлайл
- Белль Шуйс — Эбби Кроуфорд
- Индиана Эванс — Натали Кроуфорд
Сезон 2
- Майкл Или — Эрик Уорнер
- Джульетт Льюис — Андреа Корнелл
- Джордана Брюстер — Кейт Уорнер[14]
- Мекиа Кокс — Аманда Уорнер[15]
- Чарли Барнетт — Патрик Уорнер[14]
- Терри О’Куинн — Джон Уорнер[16]

### Второстепенный состав
- Сезон 1
- Дениз Доус — Элейн Уильямс
- Грегори Алан Уильямс — Кевин Уильямс
- Мелисса Гилберт — Лиза Дейли
- Тэд Кули — Мэтт Дейли
- Майкл Бич — Артур Фентон
- Стивен Бренд — Джозеф Тернер
- Эйден Малик — Том Мерфи
- Кейт Ашфилд — Ванесса Тернер
- Миган Рат — Николь Маллен
- Тимоти Басфилд — Джон Гарнер

## Эпизоды

### Сезон 1 (2015)
| № общий | № в сезоне | Название         | Режиссёр         | Автор сценария                  | Дата премьеры  | Зрители в США (млн) |
| ------- | ---------- | ---------------- | ---------------- | ------------------------------- | -------------- | ------------------- |
| 1       | 1          | «The Trail»      | Чарльз Макдугалл | Барби Клигман                   | 1 марта 2015   | 6,06                |
| 2       | 2          | «The Father»     | Тимоти Басфилд   | Барби Клигман                   | 1 марта 2015   | 6,06                |
| 3       | 3          | «The Affair»     | Пол Маккрейн     | Эндрю Уайлдер                   | 8 марта 2015   | 5,96                |
| 4       | 4          | «The Sister»     | Кейт Денис       | Альфонсо Х. Морено              | 15 марта 2015  | 5,45                |
| 5       | 5          | «The Jacket»     | Адам Аркин       | Памела Дэвис                    | 22 марта 2015  | 5,56                |
| 6       | 6          | «The Confession» | Кейт Денис       | Читра Элизабет Сампрат          | 29 марта 2015  | 5,15                |
| 7       | 7          | «The Cop»        | Ник Копус        | Джудит Маккрири                 | 12 апреля 2015 | 4,85                |
| 8       | 8          | «The Son»        | Лора Иннес       | Эндрю Уайлдер                   | 19 апреля 2015 | 5,13                |
| 9       | 9          | «The Mother»     | Мэтт Пенн        | Памела Дэвис и Джудит Маккрири  | 26 апреля 2015 | 5,83                |
| 10      | 10         | «The Lie»        | Тимоти Басфилд   | Барби Клигман и Джудит Маккрири | 3 мая 2015     | 6,53                |

### Сезон 2 (2016)
| № общий | № в сезоне | Название        | Режиссёр                 | Автор сценария                                                | Дата премьеры    | Произв. код | Зрители в США (млн) |
| ------- | ---------- | --------------- | ------------------------ | ------------------------------------------------------------- | ---------------- | ----------- | ------------------- |
| 11      | 1          | «The Fall»      | Адам Аркин               | Барби Клигман                                                 | 25 сентября 2016 | 201         | 4.06                |
| 12      | 2          | «The Husband»   | Патрик Р. Норрис         | Джудит МакКрири & Джо Хэлпин                                  | 2 октября 2016   | 202         | 3.69                |
| 13      | 3          | «The Liar»      | Константин Макрис        | Памела Дэвид & Ной Нельсон                                    | 16 октября 2016  | 203         | 3.46                |
| 14      | 4          | «The Detective» | Роб Дж. Гринли           | Эндрю Уайлдер & Читра Элизабет Сампат                         | 23 октября 2016  | 204         | 3.07                |
| 15      | 5          | «The Daughter»  | Майкл Филдс              | История: Барби Клигман & Джо Хэлпин Телеадаптация: Джо Хэлпин | 30 октября 2016  | 205         | 2.67                |
| 16      | 6          | «The Parent»    | Томми Ломэнн             | Джудит МакКрири                                               | 6 ноября 2016    | 206         | 2.83                |
| 17      | 7          | «The Statement» | Дж. Миллер Тобин         | Памела Дэвид                                                  | 13 ноября 2016   | 207         | 3.18                |
| 18      | 8          | «The Racket»    | Николь Рубио             | Читра Элизабет Сампат & Ной Нельсон                           | 27 ноября 2016   | 208         | 2.81                |
| 19      | 9          | «The Brother»   | Лиз Фридлендер           | Ноа Уайли                                                     | 4 декабря 2016   | 209         | 3.42                |
| 20      | 10         | «The Truth»     | Дэвид Бласс & Адам Аркин | Джуди МакКрири & Барби Клигман                                | 4 декабря 2016   | 210         | 3.42                |